# KちゃんNEWS
『KちゃんNEWS』（けいちゃんニュース）は、日本のラジオ番組である。
文化放送『レコメン!』内のフロート番組であり、『NEWSのParty Time』（通称『Party Time』、小山慶一郎メインパーソナリティ）の後継番組として2005年4月5日開始。日本時間の毎週水曜日（火曜深夜）0時10分頃から0時半頃の間に放送されていた。NEWSの小山慶一郎がパーソナリティを務める。

## 概要
- 小山慶一郎MCの下、ゲストとしてNEWSのメンバー1人が出演し（1人2週毎の場合が多い）、トークを行う。
- 番組タイトルの名付け親はジャニー喜多川。前身番組Party Time放送後にジャニーが小山に電話をかけ、決めていたタイトルとして伝えた[1]。
- 過去にはレコメンダーのK太郎がレギュラー出演していた。
- 『KちゃんNEWS』になってからは、錦戸亮・内博貴は出演していない。2006年2月以降2020年春までは、増田貴久、加藤シゲアキ（成亮）、手越祐也の3名がローテーションを組み出演する形を取っていた。最多連続出演記録は加藤成亮の6週連続出演（2008年6月）。2020年春以降は、新型コロナウイルス感染症対策のため、MCの小山が一人で出演することが多くなっている。
- 2007年以降生放送を行う機会があった。
- 2008年5月13日、番組初の1時間の生放送が行われる。5月13日の前の回のリスナーからの「小山君の誕生日記念に1時間で生放送をやってください」という声で生放送が決定した。
- 2008年9月2日に生放送を行い、加藤成亮、手越祐也、増田貴久がゲスト出演した。増田は初の生放送出演となった。
- 放送開始から2011年9月までは『レコメン!』月曜版内で火曜日0時～0時半の間の放送だったが、2011年10月より『レコメン!』火曜版内の水曜日0時～0時半の間の放送に変更となった。
- radikoでは2018年4月4日放送分より配信開始。
- 2024年2月6日、同年3月末での番組終了を報告した[2]。

## コーナー（現在）
ふつおた
普通のお便りに答えるコーナー。

## コーナー（過去）
慶一郎の部屋
番組の最後に行う、ゲストの近況報告をするコーナー。トーク番組『徹子の部屋』と同様に「徹子の部屋のテーマ」をBGMとして使用している。
妄想キッスシチュエーション
リスナーが送ってきた理想のキッスシチュエーションを紹介し、小山慶一郎とその日のメンバーゲストでそのリスナーのシチュエーションを演じるコーナー。加藤・増田も演じていたが手越がゲストの際のコーナーとなった。2016年終了したが4人放送時に復活することもあった。
ガールズトーク
リスナーが送った普段しているガールズトークのテーマで、小山とゲストメンバーが話すコーナー。
手越の初体験
普通の20代男子は経験している人が多くても、これは手越はやったことがないんじゃないか？というものを紹介しトークをしていくコーナー
シゲアキ先生の人生の法則
加藤が思わず「わかる！」と言ってしまうような、人生で起こる法則を教えてください！というコーナー
ますおこ
リスナーが過去にやってしまった悪いことを紹介し、増田に怒ってもらうコーナー
手越の運命の歯車
手越の理想の女性に関する質問をするコーナー
NEWSガチンコイメージ調査
リスナーにNEWSのメンバーそれぞれを何かに例えてもらうコーナー。
NEWS妄想族
NEWSのメンバーは「～～してるんじゃないか？」「～～してそう」と言うリスナーが妄想するメンバーの裏側を紹介するコーナー。
全国一斉小山セミナー
小山にリスナーが問題を出すコーナー。
小山学級会・男子の言い分、女子の言い分
一つの議題に関して、男女両方のリスナーの意見を集める。
小山慶一郎の「YOU、最近Doなの?」
番組の最後に行う、ゲストの近況報告をするコーナー。
今夜も笑TIME
お題に沿った面白い内容をリスナーから募集し、小山とゲストが発表、対決するコーナー。勝敗はスタッフの判定で3回負けると罰ゲームが科せられる。
日本全国小山カフェ
小山がカフェのオーナーになり、ゲストと一緒に美味しい物を食べるコーナー。新スタジオに移転後、スタジオ内が飲食禁止のため終了した。
裸足のシンデレラガール選手権
リスナーから募った運が良かった出来事を紹介した上で、事前に連絡せずいきなりリスナーへ電話をかけるコーナー。
今夜のマス席
増田貴久をクスッと笑わせるリスナーからのお便りを紹介するコーナー。
増田家の食卓
増田貴久がゲスト出演する回に行われるコーナー。リスナーから募った独自の料理メニューを批評し、時には試食も行う。
JMHA
「自分たちの周りだけではやっている遊び」の略。その名の通り、リスナーの身の回りではやっている独自の遊びを募り、コメントするコーナー。
小山のマイブームを作ろう
小山にやってほしいマイブームを送ってきてもらうコーナー。
回文
2008年頃にあったコーナーだが2021年に復活。基本的にはメンバーの名前を使った回文（上から読んでも下から読んでも同じ文）を送るコーナーだが、コーナー終盤にはメンバーの名前とは全く関係のない回文も多かった。
小山慶一郎の「メン愛」
NEWSのメンバーの名前が入ったルーレットを回し、当たった人物について小山とゲストが語る。2006年の活動休止を機に一旦は終了したが、2007年3月19日より再開した。
なくそう! ジェネレーションギャップ
手越祐也がゲスト出演する回に行われる。リスナーから募った死語を読み上げ、コメントするというコーナー。
舞台裏NEWSニュース
NEWSの舞台裏の様子をMDに録音し、放送する。移動中の会話や、コンサート直前に行う円陣の掛け声など、内容は多岐に渡る。2006年の活動休止を機に一旦は終了したが、2007年4月16日より再開した。
手越の有言実行
新成人の誓いで色紙に「有言実行」と書いた手越祐也がリスナーが送った無茶ぶりに挑戦するコーナー。
シゲちゃんに聞きたい
加藤成亮にどうしても聞きたい質問を募集するコーナー。2008年9月に終了。
マスドル
リスナーに増田のアイドルらしいキャッチフレーズ、キャラ、デビュー曲などを考えてもらうコーナー。
しげおた
加藤成亮へのお便り。リスナーからのお便りがTwitterのように一言で送られてくるようになったため、「しげおた」から「しげったー」へと変わった。
しげったー
送られてきたリスナーの言いたいだけなつぶやきメールに対して加藤が面白いリアクションを返してくれるコーナー。
くだらない話
2021年12月頃 - 2022年3月。タイトル通りくだらない話をリスナーが送り小山が反応するコーナー。BGMは星野源の「くだらないの中に」。

## NEWSのParty Time
『NEWSのParty Time』（ニュースのパーティー･タイム）は、『KちゃんNEWS』の前身となるラジオ番組。2004年11月8日深夜24時より開始。文化放送『レコメン!』月曜版内で、日本時間の隔週火曜日0時台に放送された。小山慶一郎がパーソナリティを務め、NEWSのメンバーが1人ずつゲストとして登場し番組を進めていく形式は、『KちゃんNEWS』に受け継がれる。2005年3月22日に終了した。
番組タイトルは、シングル『チェリッシュ』収録の楽曲「Party Time」から取った。同曲は番組のテーマソングとして使用された。

## NEWSのParty Timeのコーナー
Party Timeへようこそ
リスナーやゲストのお祝いごとを紹介する。
増田貴久の「STOP THE 増田」
加藤成亮の「シゲキックス」
手越祐也の「テゴメン!」